# Analýza odchylek v controllingu
Analýza odchylek v controllingu vzniká v důsledku porovnání předem stanovených hodnot a skutečností. Lze ji identifikovat v oblasti informačního řízení, a to především v kalkulacích, rozpočetnictví a odpovědnostním řízení.
Hlavním cílem analýzy odchylek je zjištění příčiny jejich vzniku, zhodnocení jejich dopadu a vytvoření předpokladů pro nápravná opatření, která by umožnila eliminovat vznik těchto negativních odchylek do budoucna.

## Způsoby sledování odchylek
Existuji dva způsoby sledování odchylek, a to průběžné a následné. Pokud dojde ke sledování odchylek po skončení sledovaného období hovoříme o následném zjišťování odchylek. Porovnávají se zde hodnoty předem stanovené (tzv. standardy) a skutečné hodnoty vzniklé za sledované období. Nevýhodou této metody je především nemožnost okamžité reakce na vznik odchylky, která by zamezila nárůstu nákladů spojených s nápravným opatřením. Další nevýhodou může nepřesná identifikace příčiny vzniku odchylky. Způsob sledování odchylek metodou průběžnou lze odchylky okamžitě identifikovat případně zamezit jejich vznik a sním spojená nápravná opatření.

## Členění odchylek z hlediska faktorů vzniku
Z hlediska faktorů vzniku lze analyzovat následující odchylky:
- kvantitativní odchylka – vzniká v důsledku změny objemu analyzovaného vstupu nebo výstup,

- kvalitativní odchylka – vzniká v důsledku změny ceny analyzovaného vstupu nebo výstupu,

- odchylka struktury – vzniká v důsledku změny struktury vstupu nebo výstupu.[2]

## Odchylky při homogenní produkci
Homogenní produkce je chápána taková produkce, která produkuje jeden druh výkonu. Východiskem pro stanovení odchylek v homogenní produkci je následující obecný vzorec:
Kde:
Z….. celkový zisk,
c…..  jednotková prodejní cena,
Q…. objem prodaného výkonu,
v….. jednotkové variabilní náklady,
F….. celkové fixní náklady.
Následně se dle obecného vzorce určují jednotlivé odchylky v oblasti tržeb, variabilních nákladů a fixních nákladů.

### Odchylka tržeb
Celková odchylka tržeb je vyjádřená vzorcem {\displaystyle T=T_{s}-T_{p}=(c_{s}*Q_{s})-(c_{p}*Q_{p})}ze, kterého se následně odvozují odchylky kvantitativní a kvalitativní.
Kvantitativní odchylka tržeb
Kvalitativní odchylka tržeb

### Odchylka variabilních nákladů
Obdobným způsob lze stanovit odchylky v oblasti variabilních nákladů na jednotku (vj). Zároveň zde působí faktory jak kvantitativní tak kvalitativní.
Kvantitativní odchylka variabilních nákladů
{\displaystyle (Q_{s}-Q_{p})*v_{j}p}
Kvalitativní odchylka variabilních nákladů
{\displaystyle (v_{j}s-v_{j}p)*Q_{s}}

### Odchylka fixních nákladů
Odchylka fixních nákladů již nemá kvantitativní a kvalitativní položku. Vyjadřuje se vzorcem {\displaystyle (FN_{s}-FN_{p})}

## Odchylky při heterogenní produkci
Jestliže podnik vyrábí několik druhů výrobků nebo vykonává několik výkonů, které různě přispívají k celkovému zisku, a tedy mají různou jednotkovou marži, je výše zisku ovlivňována nejen objemem výkonů, ale i jejich strukturou. Při heterogenní produkci tedy vzniká další odchylka způsobena změnou sortimentu prodávaných výkonů.
Pro vliv změny množství a změny struktury sortimentu na změnu tržeb používáme následující obecný vzorec:
Následně lze vyjádřit:
- Vliv změny množství na změnu tržeb:

- Vliv změny struktury sortimentu na změnu tržeb:

- Vliv změny cen na změnu tržeb: